# Juan Adolfo de Schleswig-Holstein-Sonderburg-Norburg
Juan Adolfo de Schleswig-Holstein-Sonderburg-Norburg (en alemán: Johann Adolf o Hans Adolf; 15 de septiembre de 1576 - 21 de septiembre de 1624) fue un duque de Norburg en la  isla de Als. Era el hijo de Juan II de Schleswig-Holstein-Sonderburg y su esposa Isabel de Brunswick-Grubenhagen. Cuando su padre murió en 1622, heredó la región en torno a Norburg en la isla de Als y así se convirtió en primer duque de Schleswig-Holstein-Sonderburg-Norburg. Fue a Roma a estudiar de 1596 a 1597, como había hecho su padre.
Estaba comprometido con María Eduviges, una hija del duque Ernesto Luis de Pomerania-Wolgast, aunque ella murió en 1606, antes de que el matrimonio pudiera tener lugar.
Juan Adolfo murió soltero en 1624. Su hermano Federico heredó su título y su territorio.